# Peter Gethin

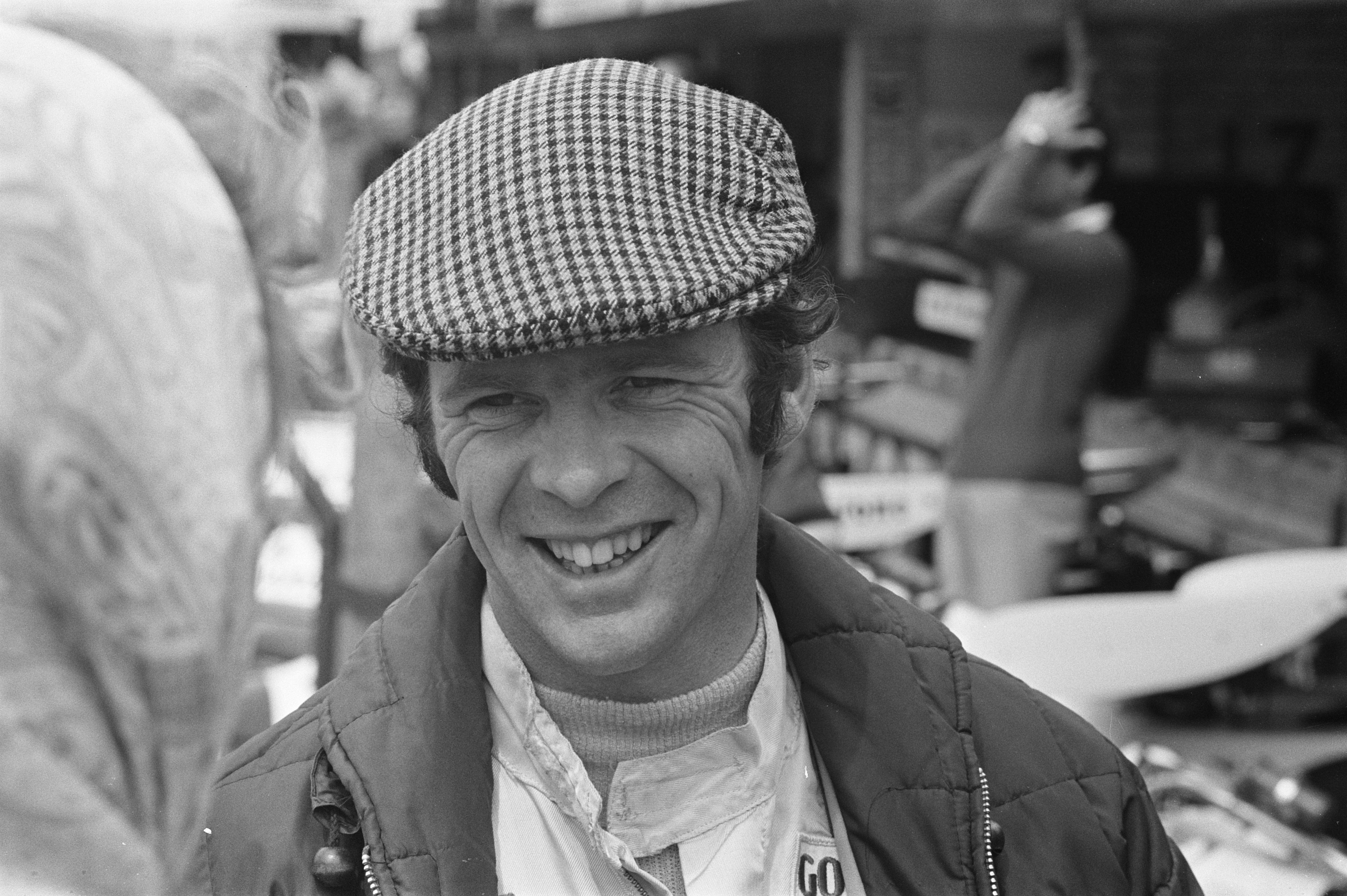
Peter Gethin in 1971

Peter Kenneth Gethin (Ewell, Surrey, 21 februari 1940 – 5 december 2011) was een Formule 1-coureur uit Groot-Brittannië.
Gethin nam tussen 1970 en 1974 deel aan 31 Grands Prix weekeinden en startte 30 maal een wedstrijd voor de teams van McLaren, BRM en Hill. Hij won de Grand Prix van Italië van 1971.